# Jelena Grigorjewna Drapeko

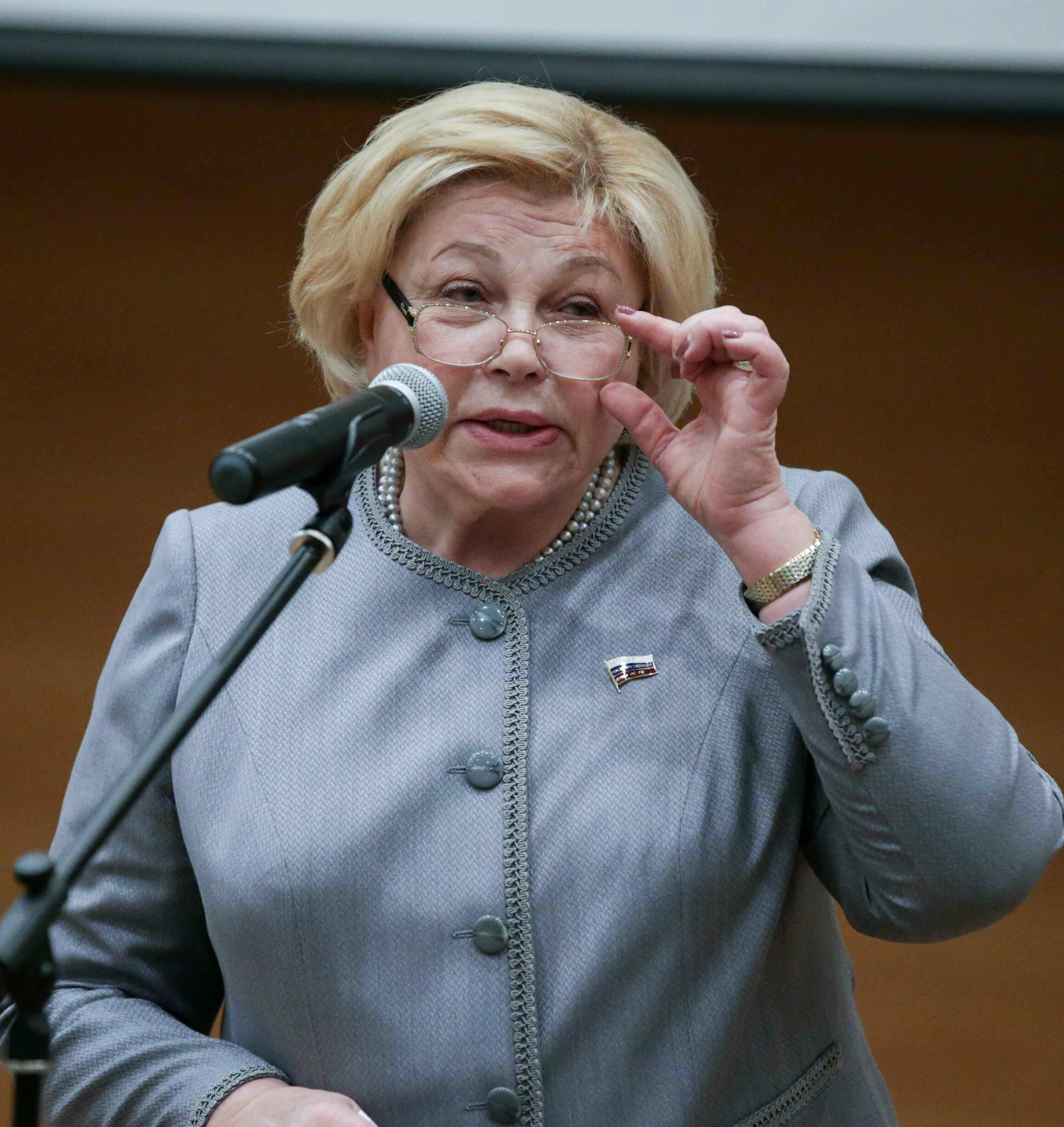
Jelena Grigorjewna Drapeko

Jelena Grigorjewna Drapeko (russisch Елена Григорьевна Драпеко; * 29. Oktober 1948 in Uralsk, (heute Oral), Kasachische SSR, UdSSR) ist eine russische Schauspielerin und Politikerin.

## Leben
Drapeko studierte von 1966 bis 1968 an der Fakultät für Regie volkstümlicher Theater am Leningrader Kulturinstitut N.K. Krupskaja. Einen weiteren Abschluss erwarb sie 1972 vom Russischen Staatlichen Institut für Darstellende Künste.
Von 1972 bis 1992 war Drapeko Schauspielerin im Filmstudio „Lenfilm“ und wirkte in den Filmen „Im Morgengrauen ist es noch still“, „Der ewige Ruf“, „Der heißeste Monat“ etc. mit.
In der Politik ist Drapeko ab 1992 aktiv. 1996 gehörte sie dem Präsidium der gesellschaftlichen Bewegung „National-Patriotische Union Russlands“ an. 1999 übernahm sie die Leitung der Bewegung „Geistiges Erbe des Vaterlandes“ und unterstützte die Kommunistische Partei bei den Dumawahlen im selben Jahr. Als Mitglied der KP zog sie als Abgeordnete in die Staatsduma und sitzt seitdem im Parlament. 
Wegen der Unterstützung des Russischen Angriffskrieges gegen die Ukraine befindet sich Drapeko seit 2022 auf der Sanktionsliste der westlichen Staaten.